# Уједињени за консензус
Уједињени за консензус (енгл. Uniting for Consensus) је покрет познат по надимку Кафе клуб (енгл. Coffee Club) који је кренуо 1990-их за противнике проширења сталних чланица Савета безбедности Уједињених нација на чланице Г4.
Чланице Кафе клуба су:
- Италија
- Аргентина
- Канада
- Колумбија
- Јужна Кореја
- Костарика
- Шпанија
- Малта
- Мексико
- Пакистан
- Сан Марино
- Турска